# Hôtel Concorde Berlin
Pour les articles homonymes, voir Berlin.
L'hôtel Sofitel Berlin Kurfurstendamm Berlin, inauguré en 2005 et chef-d’œuvre de l’architecture contemporaine allemande, est situé à quelques pas du célèbre Kurfürstendamm à Berlin.
Il met en avant une brasserie qui s’inscrit dans la pure tradition gastronomique française, la « Brasserie le Faubourg ». Son espace lounge est attenant au bar principal de l’hôtel, le « Bar Lutèce ». L’hôtel dispose de 16 espaces flexibles avec plus de 2 200 m2 au total, répartis sur deux étages.
Le Sofitel Berlin Kurfurstendamm Berlin, construit par Jan Kleihues, s’est vu remettre le Prix de l’Architecture par l'édition allemande du magazine Architectural Digest, en octobre 2007. L'hôtel est racheté en 2013 par le groupe Sofitel.

## Caractéristiques
- 311 chambres et suites, bénéficiant d’un équipement à la pointe de la technologie
- Le restaurant de cuisine française, la « Brasserie le Faubourg »
- Le « bar Lutèce » et son ambiance « cosy »
- 16 salles de réception entièrement climatisées